# Championnats du monde de triathlon en relais mixte 2015
Navigation
Édition précédente Édition suivante
Le championnat du monde de relais mixte 2015 de la Fédération internationale de triathlon se tient à Hambourg, en Allemagne le 19 juillet 2015. Cette compétition est la septième depuis sa création en 2009. L'événement de ce championnat du monde coïncide avec l'organisation de l'épreuve 2015 des Séries mondiales de triathlon (WTS).
Pour cette épreuve, chaque pays est autorisé à participer avec une équipe de quatre participants, composée de deux femmes et de deux hommes. Les équipes doivent s'affronter dans l'ordre suivant : (1 femme/1 homme/1 femme/1 homme). Chaque triathlète doit concourir sur une nage de 300 mètres, une course à vélo de 6 km, une course à pied de 2 km et passer le relais à son compatriote.

## Résultats
La France gagne pour la première fois le championnat du monde de triathlon en relais mixte et devient le quatrième pays titré dans cette compétition. L'équipe d'Australie a terminé deuxième, dix secondes devant le Royaume-Uni qui monte pour la quatrième fois sur le podium, depuis la création de l'épreuve.
| Rang               | Équipe | Temps           |
| ------------------ | --- | --------------- |
| Médaille d'or      | France | 1 h 20 min 33 s |
| Médaille d'or      | - Jeanne Lehair : 21 min 01 s - Dorian Coninx : 19 min 06 s - Audrey Merle : 21 min 10 s - Vincent Luis : 19 min 18 s    | 1 h 20 min 33 s |
| Médaille d'argent  | Australie | 1 h 20 min 42 s |
| Médaille d'argent  | - Gillian Backhouse : 20 min 48 s - Aaron Royle : 19 min 12 s - Emma Jackson : 21 min 12 s - Ryan Bailie : 19 min 32 s   | 1 h 20 min 42 s |
| Médaille de bronze | Royaume-Uni | 1 h 20 min 52 s |
| Médaille de bronze | - Vicky Holland : 20 min 35 s - Gordon Benson : 19 min 33 s - Non Stanford : 20 min 52 s - Mark Buckingham : 19 min 53 s | 1 h 20 min 52 s |
| 4                  | Allemagne | 1 h 21 min 00 s |
| 5                  | Russie | 1 h 21 min 51 s |
| 6                  | Hongrie | 1 h 21 min 59 s |
| 7                  | États-Unis | 1 h 22 min 05 s |
| 8                  | Espagne | 1 h 22 min 12 s |
| 9                  | Nouvelle-Zélande | 1 h 22 min 18 s |
| 10                 | Danemark | 1 h 22 min 30 s |
| 11                 | Pays-Bas | 1 h 22 min 30 s |
| 12                 | Italie | 1 h 23 min 06 s |
| 13                 | Afrique du Sud | 1 h 23 min 14 s |
| 14                 | Japon | 1 h 23 min 30 s |
| 15                 | Autriche | 1 h 24 min 12 s |
| 16                 | Canada | 1 h 24 min 20 s |
| LAP                | Corée du Sud | LAP             |
| Source:            | |                 |

Le français Dorian Coninx a été le plus rapide sur le parcours du côté des hommes avec un temps de 19 min 18 s.
La britannique Vicky Holland a été la plus rapide du côté des femmes (20 min 35 s).